# مقاطعة كولينغزوورث (تكساس)
مقاطعة كولينغزوورث (بالإنجليزية: Collingsworth  County)‏ هي إحدى المقاطعات في ولاية تكساس، الولايات المتحدة الأمريكية.